# Coeliccia hoanglienensis
Coeliccia hoanglienensis – gatunek ważki z rodziny pióronogowatych (Platycnemididae).